# Arcidiocesi di Mileto

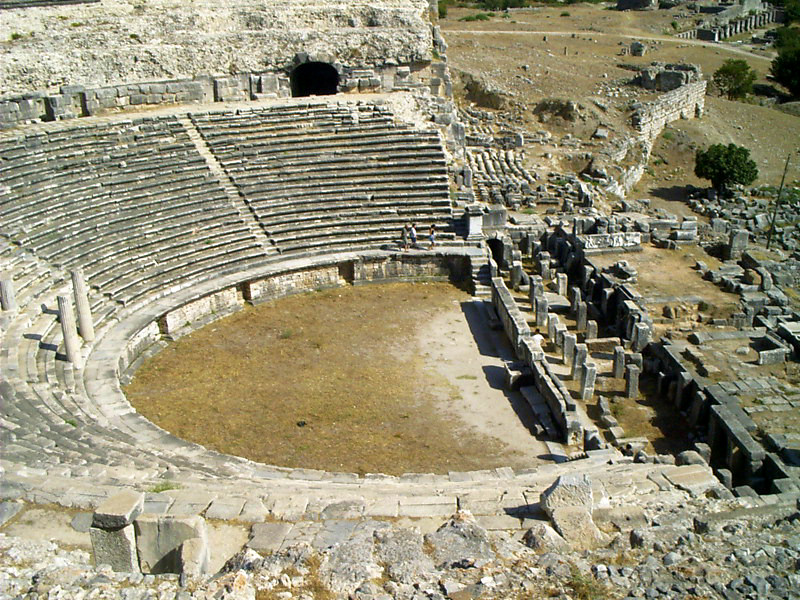
Il teatro di Mileto.

L'arcidiocesi di Mileto (in latino Archidioecesis Milesiensis) è una sede soppressa del patriarcato di Costantinopoli e una sede titolare della Chiesa cattolica.

## Storia
Mileto, nel territorio di Balat (distretto di Didim) nell'odierna Turchia, è un'antica sede arcivescovile autocefala della provincia romana della Caria nella diocesi civile di Asia e nel patriarcato di Costantinopoli, elevata al rango di sede metropolitana nel XII secolo.
Mileto fu sede di un'antica comunità cristiana, nata agli albori del cristianesimo e menzionata diverse volte nel Nuovo Testamento (At. 20,17 e 2Tm. 4,20).
Di questa antica sede è nota oltre una ventina di vescovi. Il primo è san Cesario, che subì il martirio assieme ad altri cristiani verso la metà del III secolo durante le persecuzioni all'epoca dell'imperatore Decio. Il primo vescovo storicamente documentato è Eusebio, che prese parte al concilio di Nicea del 325.
La diocesi era certamente elevata al rango di arcidiocesi autocefala nel VI secolo e il primo arcivescovo documentato è Eulogio, il cui nome appare nella lettera, datata 9 settembre 520, inviata da dieci metropoliti e dieci vescovi a papa Ormisda per annunciare il decesso del patriarca Giovanni e l'elezione del suo successore Epifanio.
La sede è documentata nelle Notitiae Episcopatuum del patriarcato di Costantinopoli fino al XIV secolo. Dapprima indicata come arcidiocesi, è menzionata per la prima volta come sede metropolitana nel 1157.
Dal XIX secolo Mileto è annoverata tra le sedi arcivescovili titolari della Chiesa cattolica; la sede è vacante dal 17 ottobre 1970. Il suo ultimo titolare è stato Salvatore Pappalardo, pro-nunzio apostolico in Indonesia e presidente della Pontificia accademia ecclesiastica.

## Cronotassi

### Vescovi e arcivescovi greci
- San Cesario † (metà del III secolo)
- Eusebio † (menzionato nel 325)
- Ambracio † (menzionato nel 343/344)[10]
- Antioco † (V/VI secolo)[11]
- Ciriaco † (V/VI secolo)[12]
- Eulogio † (menzionato nel 520)
- Giacinto † (prima del 536 - dopo il 539/542)[13]
- Giovanni † (VI secolo)
- Giorgio † (prima del 680 - dopo il 692)
- Epifanio † (menzionato nel 787)
- Pietro † (? - 843 o 847 deposto)
- Ignazio † (menzionato nell'879)
- San Niceforo I † (seconda metà del X secolo)
- Sofronio † (circa X-XI secolo)[14]
- Michele † (circa X-XII secolo)
- Anonimo † (menzionato nel 1166)
- Niceta I † (menzionato nel 1170)
- Niceforo II † (menzionato nel 1170)
- Niceta II † (menzionato nel 1172)
- Anonimo † (menzionato nel 1186)
- Niceforo III † (menzionato nel 1256)
- Nicandro † (menzionato nel 1351)
- Nilo † (prima del 1365 - dopo il 1369)

### Arcivescovi titolari
- Domenico Barata † (? - ? deceduto)[15]
- Osvaldo Casali † (11 luglio 1892 - 1907 deceduto)
- Adéodat-Jean-Roch Wittner, O.F.M. † (28 aprile 1907 - 1º dicembre 1936 deceduto)
- Eduardo Tonna † (15 aprile 1939 - 7 novembre 1963 deceduto)
- Salvatore Pappalardo † (7 dicembre 1965 - 17 ottobre 1970 nominato arcivescovo di Palermo)